# Remy Namaduk
Remy Gerard Namaduk – nauruański polityk, były członek parlamentu.
Reprezentował okręg wyborczy Anetan. Namaduk startował m.in. w wyborach parlamentarnych w 2003, 2004, 2007, 2008 oraz w kwietniowych wyborach z 2010 roku, jednak tylko wybory z 2003 roku dały mu miejsce w parlamencie. W 2004 roku stracił mandat poselski na rzecz Vassala Gadoengina.
Pełnił między innymi funkcje ministra edukacji oraz ministra rozwoju ekonomicznego oraz ministra transportu i telekomunikacji.